# نوبدنیتس
نوبدنیتس (به آلمانی: Nöbdenitz) یک شهر در آلمان است که در اتنبرگر لند واقع شده‌است. نوبدنیتس ۱٬۰۳۲ نفر جمعیت دارد.